# Browley Guy
Browley Guy Jr. (* um 1920; † unbekannt) war ein US-amerikanischer Rhythm-&-Blues-Musiker (Gesang) und Songwriter.

## Leben und Wirken
Guy besuchte die Wendell Phillips High School in Chicago (Abschluss 1936). Er nahm 1947 für das Label Miracle Records auf; außerdem arbeitete er in den 1940er-Jahren u. a. als Vokalist mit Sonny Thompson and his Sharps and Flats, bei Eddie Chamblee und 1947–1949 bei Leon Abbey („Out of Nowhere“). Unter eigenem Namen spielte er 1952 zunächst mit dem Guy Brothers Orchestra (tatsächlich die Band von Red Saunders) bzw. mit einer Studioband um Paul Bascomb Titel wie „Blues Train“ und „You Ain’t Gonna Worry Me“, in den folgenden Jahren mit seiner Band Browley Guy & The Skyscrapers u. a. die Songs „You Look Good to Me“, „Watermelon Man“ (Checker, 1953) und „Do Somethin’ Baby“ (Vee Jay Records) ein. Er schrieb u. a. die Songs „Dad Gum Your Hide Boy“, „I’ll Follow You“, „I’m Crossing Over“ und „Just Another Reason“.